# Lee Hodson
Lee James Stephen Hodson (* 2. Oktober 1991 in Hertfordshire) ist ein nordirischer Fußballspieler, der auf der Position des Innenverteidigers spielt.

## Karriere

### Verein
Ab dem 1. Juli 2009 stand Hodson bei dem FC Watford unter Vertrag. Von November 2012 bis zum 31. Mai 2013 wurde er an den FC Brentford ausgeliehen. Nachdem die Leihe beendet war, wechselte er im Juli 2013 zu den Milton Keynes Dons. Von Februar bis Mai 2016 spielte Hodson Leihweise beim FC Kilmarnock. Nach der Leihe verpflichteten ihn die Glasgow Rangers.

### Nationalmannschaft
Am 17. November 2010 bestritt er sein erstes Länderspiel für die nordirische Nationalmannschaft gegen Marokko. Sein erstes Pflichtspiel absolvierte er 2011 in der EM-Qualifikation. Bei der WM-Qualifikation 2012/13 war er zuerst nur Ersatzspieler, rückte aber in den letzten vier Spielen in den Stamm des Teams auf. Danach kam er nur noch in Freundschaftsspielen zum Einsatz und in der Qualifikation zur Fußball-Europameisterschaft 2016 in Frankreich saß er nur einmal auf der Bank. Trotzdem wurde er danach ins EM-Aufgebot Nordirlands aufgenommen. Er gehörte zu den drei Feldspielern, die im Turnier nicht eingesetzt wurden.